# Grand Prix-wegrace van Argentinië 1987
De Grand Prix-wegrace van Argentinië 1987 was de vijftiende Grand Prix van het wereldkampioenschap wegrace in het seizoen 1987. De races werden verreden op 4 oktober 1987 op het Autodromo Municipal de la Ciudad Buenos Aires aan de rand van Buenos Aires. Alleen de 250cc-klasse en de 500cc-klasse kwamen aan de start. Alle wereldtitels waren al beslist. 

## Algemeen
In 1981 en 1982 waren de coureurs nogal huiverig geweest om naar Argentinië te gaan, met de slechte ervaringen van de Grand Prix van Venezuela in het achterhoofd. De organisatie bleek echter op orde en de Argentijnse Grand Prix van 1982 werd zelfs als voorbeeld gesteld voor de eerste GP van Zuid-Afrika. Er waren niet veel coureurs meer over die daar nog bij waren, maar Loris Reggiani, Toni Mang en Didier de Radiguès reisden met een goed gevoel naar Buenos Aires. 
Op woensdag voor de race arriveerde men echter op een totaal verouderd en (hoewel gehomologeerd) ongeschikt circuit. Er werd in allerijl nog een betonnen chicane gebouwd, maar omdat het beton nog niet droog was werd er op donderdag niet getraind, ook al omdat er onvoldoende strobalen langs de baan lagen én omdat men de vorm van de chicane niet acceptabel vond en de baan te glad was. De organisatie was niet in staat de zaak te verbeteren en stelde aan Wayne Gardner, Martin Wimmer en Christian Sarron voor om een nog kortere versie van het circuit (men had vele mogelijkheden) te gebruiken, waardoor het slechtste stuk asfalt (bocht 13 op het plaatje rechtsboven) vermeden werd, maar waardoor men ook onder de minimale FIM-eis van 3,5 kilometer zou komen. Bovendien zouden racende coureurs problemen ondervinden door rijders die de pit in gingen. Tijdens de race zou dat niet voorkomen, maar tijdens de trainingen veelvuldig. Nu liepen coureurs en monteurs met strobalen te sjouwen om de gewijzigde baan te maken, maar vooral Toni Mang en Randy Mamola waren tegen de wijziging. Zij konden beter leven met een algehele boycot van de Grand Prix. Mang verklaarde alleen op de originele, gehomologeerde baan te rijden en anders na enkele ronden te zullen stoppen.

### De belangen van de FIM en de IRTA
Zowel de FIM als de IRTA werd grove nalatigheid verweten. De FIM werd vertegenwoordigd door juryvoorzitter Vito Ippolito en drie Spaanse juryleden. Ippolito was de zoon van Andreas Ippolito, die verantwoordelijk was voor de eveneens beroerd georganiseerde Grand Prix van Venezuela en van de Spanjaarden kon niet worden verwacht dat ze kritiek hadden op de organisatie. Drie weken eerder had Spanje in Jarama de GP van Portugal georganiseerd en ook daar was de organisatie abominabel. Mike Trimby, oprichter en voorzitter van de IRTA stak de hand in eigen boezem en legde uit hoe de homologatie was verlopen: begin 1987 had hij in Buenos Aires een gesprek gehad met de organisatoren, samen met de voorzitter van de Spaanse bond Antonio Lopez Lopez. Daar was echter alleen gesproken over de reisvoorzieningen en de homologatie. Het circuit zelf was niet bezichtigd omdat men voetstoots aannam dat dit in orde was, afgaande op de goede ervaringen tijdens de GP van Argentinië van 1982. 

### De belangen van de teams
Aanvankelijk verklaarde teammanager Kenny Roberts nog dat men in Europa allang vertrokken zou zijn bij een dergelijk slechte organisatie, maar zowel hij als Giacomo Agostini kenden de macht van corrupte douanebeambten en ze waren bang dat hun peperdure fabrieksracers niet uitgeklaard zouden worden. Roberts had al douanebeambten om moeten kopen om zijn Dunlop-banden terug te krijgen. Daarom steunden ze uiteindelijk de FIM-jury in het besluit de GP te laten doorgaan. 

### De belangen van de coureurs

#### De fabriekscoureurs
Er waren eigenlijk maar twee fabriekscoureurs die het zich konden veroorloven de Grand Prix individueel te boycotten: de beide wereldkampioenen Toni Mang en Wayne Gardner. Gardner had Michelin echter beloofd een nieuwe, experimentele achterband te testen. Een algehele boycot was in het voordeel van Randy Mamola en Reinhold Roth, die geen wereldkampioen meer konden worden, maar wier tweede plaatsen nog bedreigd werden. Als Mamola op eigen houtje zou besluiten niet te rijden zou Eddie Lawson kunnen opschuiven naar de tweede plaats en Roth werd bedreigd door Sito Pons. Ook in de lagere regionen van de WK-tabellen bestonden dergelijke belangen. Niemand wilde zijn positie verliezen als een concurrent de GP niet zou boycotten. Carlos Lavado zat helemaal in de tang: juryvoorzitter Vito Ippolito was eigenaar van Venemotos, de Venezolaanse Yamaha-importeur. Daardoor was Ippolito ook zijn teambaas. Martin Wimmer was de rijdersvertegenwoordiger bij de FIM en was tegen een boycot. Hij organiseerde een stemming waaraan slechts dertien rijders deelnamen. Daarvan waren er negen tegen een boycot. 

#### De privérijders
Van de privérijders, vooral die uit Europa, kon niet verwacht worden dat ze de race zouden laten schieten. Ze hadden veelal uit eigen zak de reiskosten betaald. 

#### De Spaanstaligen
Het was meteen duidelijk dat de Spaanse coureurs op de hand waren van de Spaanstalige Argentijnse organisatie, evenals de jury, die bestond uit drie Spanjaarden onder voorzitterschap van de Venezolaan Vito Ippolito. 

### De nasleep
Toen de races voorbij waren, was de ellende voor de coureurs en de teams nog niet voorbij. Randy Mamola merkte bij de uitbetaling van het prijzengeld dat hij 2.000 Zwitserse francs gekort was. Dat was - zonder weerwoord - gebeurd wegens "het maken van een obsceen gebaar naar de startfunctionaris". Dat "obscene gebaar" bestond eruit dat Mamola voor de herstart van de 500cc-race tegen de strobalen voor de hoofdtribune urineerde. Uiteindelijk werd de boete gehalveerd. Ook Pierfrancesco Chili kreeg een straf omdat hij op illegale wijze de pitstraat was ingereden. 
De teams hadden intussen al hun materiaal ingekrat en deze kratten zouden dinsdag na de race door Aerolíneas Argentinas  in Madrid afgeleverd worden. Ze kwamen echter pas vlak voor het weekend aan, ze waren beschadigd en er waren spullen uit verdwenen. De laatste kratten arriveerden pas op maandag en daardoor waren vooral de Japanse teams in paniek, want voor hen stonden er nog races in Sugo en Fuji gepland. Het was bijna onmogelijk om de machines nog op tijd naar Japan te brengen. 
De IRTA vergaderde in Genève en rapporteerde aan de FIM dat men onder deze voorwaarden niet meer naar Argentinië zou afreizen. De organisatoren van de GP van Brazilië, die samen met de Argentijnen verantwoordelijk waren voor de reisvoorwaarden, verklaarden dat ze in 1988 hun GP alleen wilden organiseren. 

#### FIM-congres
Op het FIM-congres in het najaar werd de rapportage van juryvoorzitter Ippolito behandeld, maar Ippolito meldde geen enkel probleem en daarmee stond de FIM machteloos. Zowel de Braziliaanse als de Argentijnse GP werden op de kalender voor 1988 gezet: 6 maart Brazilië en 13 maart Argentinië. De vergaderingen van de wegracecommissie CCR vonden op aandringen van de Nederlander Jo Zegwaard veelal achter gesloten deuren plaats, waardoor de IRTA buitenspel werd gezet. 

#### IRTA congres
De IRTA maakte tijdens haar eigen congres korte metten met de FIM, haar wegracecommissie, Vito Ippolito en Jo Zegwaard. In geen geval zou men zo vroeg in het seizoen naar Zuid-Amerika gaan. De Grand Prix van Brazilië zou later in het seizoen plaats kunnen vinden, maar een Grand Prix in Argentinië was uitgesloten. Als stok achter de deur dreigde men uit de FIM te stappen. 
De GP van Argentinië verdween tot het seizoen 1992 van de kalender.

## 500cc-klasse

### De training

#### Trainingstijden
| Pos | Coureur             | Merk                        | Tijd    |
| --- | ------------------- | --------------------------- | ------- |
| 1.  | Wayne Gardner       | Rothmans-HRC-Honda          | 1"21'56 |
| 2.  | Randy Mamola        | Roberts-Lucky Strike-Yamaha | 1"21'79 |
| 3.  | Eddie Lawson        | Agostini-Marlboro-Yamaha    | 1"22'09 |
| 4.  | Niall Mackenzie     | Gallina-HB-HRC-Honda        | 1"22'77 |
| 5.  | Shunji Yatsushiro   | Rothmans-HRC-Honda          | 1"22'77 |
| 6.  | Christian Sarron    | Gauloises-Sonauto-Yamaha    | 1"22'79 |
| 7.  | Raymond Roche       | Bastos-Cagiva               | 1"22'94 |
| 8.  | Mike Baldwin        | Roberts-Lucky Strike-Yamaha | 1"23'28 |
| 9.  | Didier de Radiguès  | Bastos-Cagiva               | 1"23'91 |
| 10. | Pierfrancesco Chili | Gallina-HB-HRC-Honda        | 1"23'51 |

### De race
De start van de 500cc-race verliep chaotisch, toen de lichten op groen sprongen terwijl de man met de rode vlag nog voor de eerste startrij stond. Hij probeerde een goed heenkomen te zoeken, maar blokkeerde daarmee Raymond Roche, Eddie Lawson en de hoofdschuddende Wayne Gardner. De wedstrijdleider had duidelijk uitleg van Giacomo Agostini nodig alvorens hij de race voor de eerste doorkomst afvlagde. Voor de herstart liet Randy Mamola zien wat hij van de organisatie dacht door voor de hoofdtribune tegen de strobalen de urineren. Na de tweede start nam Gardner al snel de leiding, opgejaagd door Lawson en Roche. Al snel klom de slecht gestarte Mamola op naar de derde plaats, terwijl Gardner begon te merken dat zijn experimentele achterband de race niet kon volhouden. Hij wuifde Mamola voorbij, waarmee de tweede plaats in het wereldkampioenschap beslist was. Om tweede te worden had Lawson meer nodig dan een overwinning; Mamola mocht niet hoger finishen dan de derde positie. Nu behield Mamola een punt voorsprong waarmee ook zijn tweede plaats in het wereldkampioenschap vast stond. 

#### Uitslag 500cc-klasse
| Pos | Coureur             | Merk                        | Tijd      | Grid | Punten |
| --- | ------------------- | --------------------------- | --------- | ---- | ------ |
| 1   | Eddie Lawson        | Agostini-Marlboro-Yamaha    | 46"38'225 | 3    | 15     |
| 2   | Randy Mamola        | Roberts-Lucky Strike-Yamaha | +11'416   | 2    | 12     |
| 3   | Wayne Gardner       | Rothmans-HRC-Honda          | +14'060   | 1    | 10     |
| 4   | Shunji Yatsushiro   | Rothmans-HRC-Honda          | +35'826   | 5    | 8      |
| 5   | Raymond Roche       | Bastos-Cagiva               | +50'104   | 7    | 6      |
| 6   | Mike Baldwin        | Roberts-Lucky Strike-Yamaha | +50'373   | 8    | 5      |
| 7   | Niall Mackenzie     | Gallina-HB-HRC-Honda        | +51'182   | 4    | 4      |
| 8   | Tadahiko Taira      | Agostini-Marlboro-Yamaha    | +1"14'433 | 11   | 3      |
| 9   | Pierfrancesco Chili | Gallina-HB-HRC-Honda        | +1 ronde  | 10   | 2      |
| 10  | Ron Haslam          | ELF                         | +1 ronde  | 12   | 1      |
| 11  | Marco Gentile       | Lucky Strike-Fior-Honda     | +1 ronde  | 13   |        |
| 12  | Gerhard Vogt        | Suzuki                      | +2 ronden | 17   |        |
| 13  | Vincenzo Cascino    | Suzuki                      | +2 ronden | 15   |        |

#### Niet gefinished
| Coureur          | Merk                     | Oorzaak | Grid |
| ---------------- | ------------------------ | ------- | ---- |
| Christian Sarron | Gauloises-Sonauto-Yamaha | Val     | 6    |

#### Niet gestart
| Coureur             | Merk                     | Oorzaak         | Grid |
| ------------------- | ------------------------ | --------------- | ---- |
| Didier de Radiguès  | Bastos-Cagiva            | Motor           | 9    |
| Wolfgang von Muralt | Suzuki                   | Val in training | 14   |
| Rob McElnea         | Agostini-Marlboro-Yamaha | Onbekend        | 16   |

#### Niet deelgenomen
| Coureur         | Merk         | Oorzaak       |
| --------------- | ------------ | ------------- |
| Freddie Spencer | HRC-Honda    | Contactlenzen |
| Richard Scott   | Honda        |               |
| Kenny Irons     | Heron-Suzuki | Geen machine  |
| Kevin Schwantz  | Suzuki       | Geen machine  |

### Top tien eindstand 500cc-klasse
| Pos. | Coureur             | Team/merk                   | Ptn. |
| ---- | ------------------- | --------------------------- | ---- |
| 1    | Wayne Gardner       | Rothmans-HRC-Honda          | 178  |
| 2    | Randy Mamola        | Roberts-Lucky Strike-Yamaha | 158  |
| 3    | Eddie Lawson        | Agostini-Marlboro-Yamaha    | 157  |
| 4    | Ron Haslam          | ELF-HRC-Honda / ELF         | 72   |
| 5    | Niall Mackenzie     | Gallina-HB-HRC-Honda        | 61   |
| 6    | Tadahiko Taira      | Agostini-Marlboro-Yamaha    | 56   |
| 7    | Christian Sarron    | Gauloises-Sonauto-Yamaha    | 52   |
| 8    | Pierfrancesco Chili | Gallina-HB-HRC-Honda        | 47   |
| 9    | Shunji Yatsushiro   | Rothmans-HRC-Honda          | 40   |
| 10   | Rob McElnea         | Agostini-Marlboro-Yamaha    | 39   |

## 250cc-klasse

### De training

#### Trainingstijden
| Pos | Coureur          | Merk                     | Tijd    |
| --- | ---------------- | ------------------------ | ------- |
| 1.  | Martin Wimmer    | Agostini-Marlboro-Yamaha | 1"24'22 |
| 2.  | Masahiro Shimizu | HRC-Honda                | 1"24'52 |
| 3.  | Carlos Lavado    | HB-Venemotos-Yamaha      | 1"24'81 |
| 4.  | Sito Pons        | Campsa-HRC-Honda         | 1"24'84 |
| 5.  | Juan Garriga     | Ducados-Yamaha           | 1"24'84 |
| 6.  | Reinhold Roth    | HB-Römer-HRC-Honda       | 1"24'91 |
| 7.  | Loris Reggiani   | Aprilia-Rotax            | 1"24'95 |
| 8.  | Luca Cadalora    | Agostini-Marlboro-Yamaha | 1"25'01 |
| 9.  | Carlos Cardús    | Nieto-Ducados-HRC-Honda  | 1"25'11 |
| 10. | Stefano Caracchi | Honda                    | 1"25'27 |

### De race
Toni Mang deed precies wat hij beloofd had: na de eerste ronde stuurde hij de pit in uit protest tegen de slechte organisatie van de Grand Prix. Door die ene ronde dwong hij die organisatie wel zijn startgeld te betalen en omzeilde hij eventuele contractuele verplichtingen die een boycot verboden. De race werd vervolgens erg spannend, met een kopgroep die bestond uit Luca Cadalora, Carlos Cardús, Juan Garriga, Patrick Igoa, Carlos Lavado, Sito Pons, Loris Reggiani, Reinhold Roth, Dominique Sarron, Masahiro Shimizu en Martin Wimmer. Sarron reed als eerste aan de leiding, daarna Pons en vervolgens Reggiani. Pons en Reggiani namen samen een voorsprong, tot Reggiani in de twaalfde ronde viel. Pons won met minder dan 0,2 seconden voorsprong op Sarron. Door zijn overwinning kwam hij op 108 punten, waardoor er gerekend moest worden wie er tweede in het wereldkampioenschap werd, want Reinhold Roth kwam door zijn zesde plaats eveneens op 108 punten. Beiden hadden één GP gewonnen en waren tweemaal tweede geworden. De derde plaatsen brachten de uitkomst: Sito Pons was tweemaal derde geworden, Reinhold Roth viermaal en daardoor werd hij achter Toni Mang tweede in het kampioenschap 250 cc. Masahiro Shimizu gooide met zijn derde plaats in de race hoge ogen. Hij had zijn deelname aan de Braziliaanse en Argentijnse GP's te danken aan zijn nationale 250cc-titel.

#### Uitslag 250cc-klasse
| Pos | Coureur              | Merk                     | Tijd      | Grid | Punten |
| --- | -------------------- | ------------------------ | --------- | ---- | ------ |
| 1   | Sito Pons            | Campsa-HRC-Honda         | 42"56'523 | 4    | 15     |
| 2   | Dominique Sarron     | Rothmans-HRC-Honda       | +0'195    | 13   | 12     |
| 3   | Masahiro Shimizu     | HRC-Honda                | +0'473    | 2    | 10     |
| 4   | Luca Cadalora        | Agostini-Marlboro-Yamaha | +0'688    | 8    | 8      |
| 5   | Carlos Cardús        | Nieto-Ducados-HRC-Honda  | +2'254    | 9    | 6      |
| 6   | Reinhold Roth        | HB-Römer-HRC-Honda       | +3'655    | 6    | 5      |
| 7   | Juan Garriga         | Ducados-Yamaha           | +4'005    | 5    | 4      |
| 8   | Patrick Igoa         | Gauloises-Sonauto-Yamaha | +4'306    | 12   | 3      |
| 9   | Carlos Lavado        | HB-Venemotos-Yamaha      | +25'305   | 3    | 2      |
| 10  | Stefano Caracchi     | Honda                    | +39'232   | 10   | 1      |
| 11  | Guy Bertin           | Honda                    | +1"06'237 | 18   |        |
| 12  | Jean-Michel Mattioli | Yamaha                   | +1"18'458 | 17   |        |
| 13  | Alberto Puig         | JJ Cobas-Rotax           | +1 ronde  | 20   |        |
| 14  | Bruno Bonhuil        | Honda                    | +1 ronde  | 22   |        |
| 15  | Hervé Duffard        | Honda                    | +1 ronde  | 21   |        |
| 16  | Luis Lavado          | Yamaha                   | +1 ronde  | 26   |        |
| 17  | Miguel Gonzales      | Yamaha                   | +1 ronde  | 24   |        |
| 18  | Eduardo Aleman       | Yamaha                   | +2 ronden | 28   |        |
| 19  | Raul Piloni          | JJ Cobas-Rotax           | +2 ronden | 32   |        |
| 20  | Fernando Gonzales    | JJ Cobas-Rotax           | +2 ronden | 33   |        |
| 21  | Philippe Pagano      | Honda                    | +3 ronden | 34   |        |
| 22  | Francisco Incorvaia  | Yamaha                   | +3 ronden | 35   |        |
| 23  | Oscar Cabas          | Yamaha                   | +4 ronden | 30   |        |

#### Niet gefinished
| Coureur              | Merk                         | Oorzaak    | Grid |
| -------------------- | ---------------------------- | ---------- | ---- |
| Martin Wimmer        | Agostini-Marlboro-Yamaha     | Ontsteking | 1    |
| Loris Reggiani       | Aprilia-Rotax                | Val        | 7    |
| Stéphane Mertens     | Katayama-Armstrong-HRC-Honda | Val        | 14   |
| Jean-Philippe Ruggia | Gauloises-Sonauto-Yamaha     |            | 15   |
| Urs Lüzi             | Parisienne-HRC-Honda         |            | 16   |
| Jean Foray           | Yamaha                       |            | 23   |
| Ricardo Blanco       | Yamaha                       |            | 31   |
| Alfredo Rios         | Yamaha                       |            | 36   |
| Alain Bronec         | Honda                        |            | 27   |
| Toni Mang            | Rothmans-HRC-Honda           | Boycot     | 19   |

#### Niet gestart
| Coureur             | Merk       | Grid | Oorzaak |
| ------------------- | ---------- | ---- | ------- |
| Jean-François Baldé | Defi-Rotax | 11   |         |
| Rene Zanatta        | Yamaha     | 25   |         |
| Sergio Granton      | Yamaha     | 29   |         |

#### Niet gekwalificeerd
| Coureur           | Merk   |
| ----------------- | ------ |
| Raul Calvelo      | Yamaha |
| Claudio Incorvaia | Yamaha |

#### Niet deelgenomen
| Coureur       | Merk                 | Oorzaak   |
| ------------- | -------------------- | --------- |
| Jacques Cornu | Parisienne-HRC-Honda | Blessures |

### Top tien eindstand 250cc-klasse
| Pos. | Coureur          | Team/merk                      | Ptn. |
| ---- | ---------------- | ------------------------------ | ---- |
| 1    | Toni Mang        | Rothmans-HRC-Honda Deutschland | 136  |
| 2    | Reinhold Roth    | HB-Römer-HRC-Honda             | 108  |
| 3    | Sito Pons        | Campsa-HRC-Honda               | 108  |
| 4    | Dominique Sarron | Rothmans-HRC-Honda             | 97   |
| 5    | Carlos Cardús    | Nieto-Ducados-HRC-Honda        | 70   |
| 6    | Loris Reggiani   | Aprilia-Rotax                  | 68   |
| 7    | Luca Cadalora    | Agostini-Marlboro-Yamaha       | 63   |
| 8    | Martin Wimmer    | Agostini-Marlboro-Yamaha       | 61   |
| 9    | Jacques Cornu    | Parisienne-HRC-Honda           | 50   |
| 10   | Carlos Lavado    | HB-Venemotos-Yamaha            | 46   |

1960 · 1961 · 1962 · 1963 · 1981 · 1982 · 1987 · 1994 · 1995 · 1998 · 1999 · 2014 · 2015 · 2016 · 2017 · 2018 · 2019 · 2022 · 2023 · 2025